# ケイヒン
ケイヒン株式会社（英称：THE KEIHIN CO.,LTD.）は、東京都港区に本社を置く倉庫業者。子会社を含め、東京都・神奈川県・千葉県・静岡県・愛知県・大阪府・兵庫県・山口県に拠点を有する。

## 沿革
- 1947年12月 - 東京都中央区にて、大津工業株式会社設立。
- 1948年4月 - 横浜港で倉庫業営業開始、京浜倉庫株式会社に社名変更、本社を横浜市中区野毛町に移転。
- 1962年9月 - 東証二部上場。
- 1971年8月 - 東証一部上場。
- 1978年8月 - 本社を東京都港区海岸（現在地）に移転。
- 1984年7月 - ケイヒン株式会社に社名変更。